# Roy Brown (cantante)
Roy Brown (New Orleans, 10 settembre 1925 – 25 maggio 1981) è stato un cantante statunitense, uno degli artisti più importanti del R&B.
Da giovane aiutò la sua famiglia con diversi lavori nei campi. I suoi genitori cercarono di inserirlo nella comunità religiosa di New Orleans e di indirizzarlo ai canti di chiesa, ma il giovane Roy Brown si era appassionato alla voce dei crooner bianchi, anche perché il suo timbro di voce non aveva coloriture blues. Pertanto, dopo aver tentato composizioni per cori spiritual con risultati modesti, si trasferì a Los Angeles provando la carriera pugilistica che lasciò presto. Iniziò ad avventurarsi come cantante e vinse un concorso imitando Bing Crosby. Formò un gruppo che si esibiva nei locali con un repertorio di brani di Crosby, Frank Sinatra, Mills Brothers e Ink Spots nel 1948 incise Good Rockin' Tonight che divenne un successo radiofonico. Il disco è divenuto col tempo un classico e viene da alcuni considerato il primo brano di rock 'n roll; anche con le versioni successive (quella di Wynonie Harris che lo aveva in un primo momento rifiutato, e che incise con la DeLuxe Records nel 1947, e quella di Elvis Presley del 1954) il disco tornò in classifica. Formò i Mighty Men facendosi accompagnare poi in un'importante tournée. 
Nel ricordo della madre e delle vicissitudini della sua vita passata, scrisse Hard luck Blues nel 1950, che raggiunse il primo posto nelle classifiche R & B. Nello stesso anno pubblicò Love Don't Love Nobody (che arrivò al 2º posto), Long About Sundown (8º) e Cadillac Baby (6º). Nel 1951 lanciò Big Town che fu l'ultimo successo.
L'anno successivo firmò un nuovo contratto discografico con la King con modesto successo. Con l'avvento dei "giovani ribelli" (Presley, Little Richard e altri) Brown, con la sua voce tenorile e il suo fisico rotondo, non riuscì più ad emergere fino al 1956, quando negli studi dell'Imperial registrò con la band di Fats Domino Party Doll, cover di un vecchio successo di Buddy Knox, e Let The Four Winds Blow.
Nel frattempo Brown aveva intentato una causa contro un impresario per recuperare delle royalties che non gli erano state pagate, ma quello che riuscì ad ottenere fu solo un ostracismo da parte dei discografici. Le difficoltà economiche che ne conseguirono lo costrinsero a lavorare come venditore porta a porta di enciclopedie.
Saltuariamente ricompariva accettando di esibirsi in qualsiasi locale, e solo nel 1970 riscosse un inaspettato successo al Monterey Jazz Festival con la band di Johnny Otis . Il concerto è documentato da un doppio album dal vivo: The Johnny Otis Show. Live at Monterey! pubblicato dalla Epic Records nel 1971.
Durante gli anni '70 Brown cercò miglior terreno in Europa, in particolare in Svezia e nel Regno Unito, e nel 1980 pubblicò l'album We Came to Party, ma non riuscì a godere per molto del ritrovato successo perché nel 1981 morì d'infarto in California.